# 祖之望
祖之望（1754年—1813年），字舫斋、载璜，号子久。福建浦城人。

## 生平
乾隆四十三年（1778年），祖之望中进士。乾隆五十八年，任山西按察使。乾隆六十年，任云南布政使。
嘉庆五年正月至九月，任湖南巡抚。嘉慶七年七月（1802年）至十一月，任山東巡撫。嘉庆七年(1802年)，调陕西。嘉慶八年八月五日至九月十四日，任廣東巡撫。嘉慶十七年十二月壬子（1813年1月15日），任刑部尚书。
嘉庆十八年(1813年)，病逝。

## 延伸阅读
[在维基数据编辑]
 《清史稿/卷352》，出自趙爾巽《清史稿》